# Ярыгино (Сямженский район)
Ярыгино — деревня в Сямженском районе Вологодской области.
Входит в состав Житьёвского сельского поселения, с точки зрения административно-территориального деления — в Житьёвский сельсовет.
Расстояние по автодороге до районного центра Сямжи — 16,5 км, до центра муниципального образования Житьёва — 3,5 км. Ближайшие населённые пункты — Завозиха, Соболиха, Мякотиха.
По переписи 2002 года население — 3 человека.